# 达尔姆萨拉
达尔姆萨拉（Dharmsala），是印度喜马偕尔邦Kangra县的一个城镇。总人口19034（2001年）。

## 人口
该地2001年总人口19034人，其中男性10404人，女性8630人；0—6岁人口1706人，其中男903人，女803人；识字率76.88%，其中男性为80.42%，女性为72.62%。